# Triumfetta medusae
Triumfetta medusae är en malvaväxtart som beskrevs av William Wayt Thomas och R. Mcvaugh. Triumfetta medusae ingår i släktet triumfettor, och familjen malvaväxter. Inga underarter finns listade i Catalogue of Life.